# Bobs Gannaway
Roberts Burrell "Bobs" Gannaway (Tulsa, Oklahoma; 26 de junio de 1965) es un guionista, director, productor, y actor estadounidense.